# Alma mater

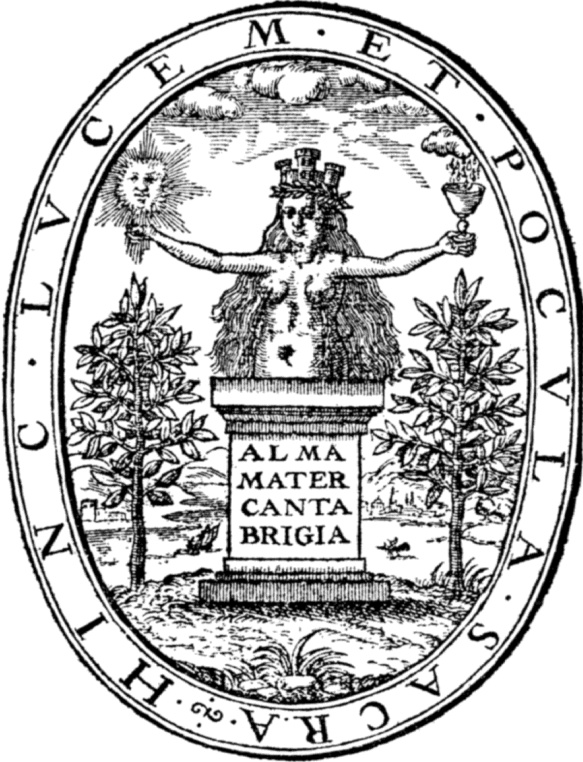
Alma Mater, emblème de l'université de Cambridge.

Pour les articles homonymes, voir Alma mater (homonymie), Alma et Mater.
Alma mater est une expression d'origine latine, traduisible par « mère nourricière », parfois utilisée pour désigner le collège ou l'université où une personne a étudié.

## Histoire
La locution latine était, dans l'Antiquité, un des épithètes de la déesse mère gréco-romaine, Cérès ou Cybèle
.
Elle continue d'être utilisée au Moyen Âge chrétien :
- dans le domaine religieux, elle honore Marie, mère de Jésus — ainsi le titre, Alma Redemptoris Mater ("Sainte Mère du Rédempteur") d'un hymne à Marie et celui de la bulle papale Alma mater fulminée par Clément V en 1310 ;
- dans le monde universitaire, la devise « Alma Mater Studiorum » est d'abord adoptée par l'Université de Bologne avant de gagner progressivement les autres universités européennes.

À la Renaissance, Rabelais, comme d'autres, qualifie d'« Alma mater »  l'université dans laquelle il a étudié.

### Usages contemporains
Aujourd'hui, en Francophonie, Alma mater est surtout employée concernant l'enseignement supérieur. En Belgique, en Suisse et au Canada, il désigne l'université où a étudié le locuteur
.
En Amérique latine, le terme est surtout employé pour désigner l'université dans laquelle une personne a fait ses études.
En anglais, les mots alma mater peuvent désigner soit un établissement d'enseignement secondaire ou supérieur, soit son hymne. Aux États-Unis, les universités de l'Ivy League appellent Alma Mater leur hymne entier, et les autres établissements appellent ainsi leur hymne complet. À l'entrée du siège new-yorkais de l'université Columbia trône une monumentale statue ainsi appelée (en).

## Musique
En novembre 2009, le Vatican édite un disque compact, intitulé Alma Mater, qui reprend des extraits de chants religieux du pape Benoît XVI, lors de messes ou de cérémonies. L'album de musique Alma Mater est un enregistrement de chants dédiés à la Vierge Marie. Alma Mater est le titre d'une chanson d'Alice Cooper et de Moonspell, mais également une chanson de Lana del Rey et Jack Antonoff sur l’album éponyme du groupe Bleachers.